# Elan (Unternehmen)
Elan ist ein slowenisches Unternehmen aus Begunje, das Sportartikel – hauptsächlich für den Skisport – herstellt.
Das Unternehmen wurde 1945 von dem Tischler und Skispringer Rudi Finžgar (1920–1995) gegründet. Zunächst wurde hauptsächlich für den jugoslawischen Markt produziert; erst als in den 1970er Jahren der schwedische Skiläufer Ingemar Stenmark Skier der Marke Elan verwendete, erlangte das Unternehmen breitere Bekanntheit. Die Mitarbeiterzahl in Begunje verdoppelte sich zwischen 1970 (668 Mitarbeiter) und 1987 (1351 Mitarbeiter).
1990 war das Unternehmen verschuldet und wurde von seinem Hauptgläubiger, der Privredna Banka in Zagreb, übernommen. Seit Ende der 1990er Jahre gehört Elan mehrheitlich mehreren halbstaatlichen slowenischen Investmentfonds, Geschäftsführer ist Primož Finžgar, ein Sohn des Firmengründers. Die Segelflugzeugproduktion wurde 1999 in ein eigenständiges Unternehmen namens AMS Flight ausgelagert, das in Begunje Motorsegler produziert.
Im Jahr 2004 hatte das Unternehmen in Begunje 1.100 Beschäftigte und produzierte jährlich rund 550.000 Paar Ski. Daneben besaß Elan eine Fabrik in Fürnitz (Gemeindegebiet Finkenstein am Faaker See, Kärnten, Österreich), die (teils auch für andere Marken) Snowboards produzierte. Weitere Tochterunternehmen stellen Segel- und Motorboote her.
Am 13. März 2013 wurde laut Gläubigerschutzverband KSV1870 das Konkursverfahren über die österreichische Elantochter, die Elan Sportartikelerzeugungs- und Handelsgesellschaft m.b.H. aus Fürnitz (Kärnten) am Landesgericht Klagenfurt eröffnet. Die Kärntner Elan-Snowboardfabrik hatte rund 8,7 Millionen Euro Schulden, bei einem Vermögen von 6,5 Millionen Euro. Vom Konkurs waren 78 Dienstnehmer und 120 Gläubiger betroffen.